# 1894-es magyar teniszbajnokság
Az 1894-es magyar teniszbajnokság az első magyar bajnokság volt. Ekkor még csak férfi egyesben rendeztek bajnokságot, melyet azonban egy hölgy, gróf Pálffy Paulina nyert meg. A bajnokságot július 16. és 17. között rendezték meg Balatonfüreden, a Stefánia Yacht Egylet pályáján.
Bajnokságot már korábban is rendeztek itt, azonban utólag csak ettől az évtől ismerték el magyar bajnokságnak, mivel ekkor már nem csak egy klub versenyzői indultak el. A korábbi győztesek: 1890 – Széchenyi Alice, 1891 – gróf Pálffy Paulina, 1892 – Stefánia özvegy trónörökösné (az egylet névadója), 1893 – gróf Pálffy Paulina.

## Eredmények
| Versenyszám  | Arany                           | Arany | Ezüst            | Ezüst | Bronz                                            | Bronz |
| ------------ | ------------------------------- | ----- | ---------------- | ----- | ------------------------------------------------ | ----- |
| Férfi egyéni | gróf Pálffy Paulina Stefánia YE |       | Dürr Károly BBTE |       | Stoffer József BBTEgróf Zichy Kázmér Stefánia YE |       |